# 維迪雅·皮爾萊
維迪雅·皮爾萊（Vidya Pillai，1978年11月26日—），是一名印度司諾克職業球員。維迪雅·皮爾萊出生於蒂魯吉拉帕利，在泰米爾納德邦的欽奈長大。 2011年，在她與班加羅爾的建築師MC Tilakraj結婚後，她搬到了卡納塔克邦的班加羅爾，目前仍住在該州。為了表彰她的成就，卡納塔克邦政府於2016年授予她著名的Ekalavya獎，以表彰她在體育方面的傑出表現。她曾為印度多次獲得國際獎牌，最近的是在2013年獲得IBSF世界團體司諾克錦標賽金牌，2016年IBSF澳大利亞女子排名司諾克錦標賽金牌。她是第一位進入WLBSA女子世界司諾克錦標賽決賽的印度人，於 2017年獲得銀牌。她也是9次全國冠軍頭銜得主。她被譽為印度最佳女子司諾克選手。